# Consuelo Berges
Consuelo Berges Rábago (Ucieda, Cantabria, 1899 - Madrid, 23 de diciembre de 1988) fue una traductora, periodista, escritora y biógrafa española.

## Biografía
Hija de madre soltera perteneciente a una familia de librepensadores y republicanos, no fue a la escuela. Se educó leyendo todo lo que había en la extensa biblioteca familiar, en español y en francés. 
A los quince años se trasladó a Santander, a la casa de su familia paterna, para preparar el examen de ingreso a la Escuela Normal de Maestras, cuyo profesorado venía de la Escuela Superior del Magisterio, de Madrid, cuyos métodos se inspiraban en las nuevas teorías pedagógicas de la Institución Libre de Enseñanza.
Terminada la carrera de maestra, ejerció en Cabezón de la Sal, siendo titular en la Academia de Torre, iniciativa de Matilde de la Torre Gutiérrez, que no tenía título de magisterio, para preparar alumnos de bachillerato. Allí conoció a Víctor de la Serna, que era inspector de primera enseñanza, y fundador en Santander del periódico de la tarde La Región, donde Consuelo Berges publicó sus primeros artículos con el seudónimo de Yasnaia Poliana, y, más tarde, en El Sol, de Madrid, La Nación de Buenos Aires y la Revista de las Españas, publicada por la Unión Ibero-Americana en Madrid. Sus puntos de vista, siempre polémicos, despertaron el interés en los intelectuales del momento, y mantuvo correspondencia y amistad con Clara Campoamor, Ricardo Baeza, Eulalia Galvarriato, Concha Méndez, Azorín, José Ortega y Gasset, Rosa Chacel, Waldo Frank, Francisco Ayala, María Zambrano, Max Nordau y Rafael Cansinos Assens.
En diciembre de 1926, hastiada de la Dictadura de Primo de Rivera, emigró a Arequipa,  Perú, donde se alojó con su prima Julia Gutiérrez, propietaria de la única librería que había en la ciudad peruana. Dio clases de Gramática en una academia, colaboró con artículos literarios en Las Noticias, y dio conferencias donde creó cierta polémica, como la que dio en la Universidad de San Agustín, en 1927, sobre «Los mitos indianistas», en la que fue poco complaciente con la moda impostada del indigenismo que suscribían los intelectuales americanos, descendientes de hispanos, «sin pizca de sangre indígena ni deseo de asumir sus responsabilidades, culpando de todo a la colonización española».
En noviembre de 1928 viajó desde Perú, a Bolivia y Argentina; recaló en Buenos Aires, donde colaboró en El Diario Español, financiado por la embajada española, y cuyo embajador era Ramiro de Maeztu, que capeaba como podía los artículos incendiarios de Berges contra el intento —propiciado desde su embajada— de aunar a los españoles residentes en Argentina en la Unión Patriótica del dictador Miguel Primo de Rivera.
En 1929 fue nombrada directora de la revista Cantabria del Centro Montañés, y colaboró con el doctor Avelino Gutiérrez en la Institución Cultural Española. Colaboró también en el suplemento literario de La Nación, de Buenos Aires, dirigido por Enrique Méndez Calzada, y cuyo secretario era Guillermo de Torre, casado con Norah Borges, que formaban parte de su grupo de amigos, junto a Alfonsina Storni, Concha Méndez y Salvadora Leguina.
En 1931, tras la proclamación de la República, volvió a Europa con Concha Méndez y recaló en París, donde las acogieron su prima Julia Gutiérrez, que había venido de Arequipa con sus cuatro hijos, y su prima segunda, la pintora María Blanchard, que había sufrido una conversión al catolicismo, como su amigo Paul Claudel, e invitaba insistentemente a la anarquista y anticlerical Consuelo Berges a visitar iglesias y asistir a misas, por lo que ésta acabó por rehuir su trato. 
En los periódicos y revistas en que colaboraba, defendió sus ideas libertarias y el voto femenino que propugnaba en el Congreso de Diputados su amiga Clara Campoamor, contra el parecer de Victoria Kent y quienes con ella pensaban que la mujer —bajo el influjo poderoso de la Iglesia— no estaba todavía en condiciones de ejercer una verdadera autonomía pública, y su voto sería mayoritariamente conservador.
A finales de 1931 llegó a Madrid, convocada por Clara Campoamor, que le propuso varios cargos y destinos en la nueva República, que Consuelo Berges rechazó. Siguió escribiendo sus artículos para poder vivir, y también para defender sus ideas, mientras trabajaba como bibliotecaria en el Archivo de la Junta Provincial de Beneficencia. Colaboró en las publicaciones de la CNT, FAI y Mujeres Libres, y, bajo el nombre de iniciación de Yasnaia, fue miembro de la Logia masónica de Adopción Amor de Madrid, constituida el 2 de diciembre de 1931 bajo los auspicios de la logia Mantua que dependía de la Gran Logia Española; sus actividades masónicas estuvieron enfocadas a la consecución de la igualdad de derechos masónicos para hombres y mujeres, en su artículo titulado La mujer y la masonería, afirmó:
"No se me alcanza en virtud de que convencimiento cabe afirmar que un hombre al recibir la luz masónica es dueño ni de mayor preparación ni de aptitud más excelente que la de la mujer".
En 1935, para eludir la censura del «bienio negro» de Lerroux y Gil-Robles, publicó clandestinamente su libro Explicación de Octubre sobre la Revolución de 1934, que fue difundido ampliamente en los círculos masónicos y revolucionarios.
En julio de 1936, con la sublevación militar, la Junta Provincial de Beneficencia la envió a hacerse cargo del orfanato de la Guindalera, que habían tenido que abandonar las monjas, y se encargó de su administración junto a varias colaboradoras voluntarias, hasta poder evacuar a los niños para salvarlos de los bombardeos, atravesando media España en guerra, para llegar a Granollers. Una vez allí, dejó a los niños al cuidado de sus colaboradoras y se marchó a Barcelona. Allí, trabajó en la revista Mujeres Libres junto a Baltasar Lobo —que hacía el diseño gráfico y los dibujos—, Rosa Chacel, Soledad Estorach Esterri, Carmen Conde, Pepita Carpena, Sara Berenguer, Suceso Portales, María Jiménez, Concha Liaño, Lola Iturbe, Antonia Fontanillas, Mercedes Comaposada Guillén (conocida como Mercedes Guillén y como Mercedes Lobo), y secundó activamente las misiones de alfabetización (el 50% de las mujeres españolas eran analfabetas), de propaganda sobre métodos anticonceptivos, contra la prostitución forzada, ofreciendo alternativas laborales dignas, y reivindicando los derechos laborales, sociales y familiares de las mujeres, que sus allegados revolucionarios pretendían dejar en segundo plano o ignorar. 
En febrero de 1939 se unió a la marea humana que huía a pie, bajo las bombas, hacia Francia. En Portbou, son retenidos más de 24 horas bajo el cielo raso, sin ropa de abrigo ni alimentos, hasta que son conducidos a Cerbère, los vacunaron y los metieron en un tren con destino desconocido. En Perpiñán, logró huir, pero fue detenida y llevada a otro tren, que llegó dos días después a la capital del departamento de la Haute-Loire, donde fue encerrada junto a más de 600 hombres, mujeres y niños, que habían huido de España, para acabar confinados en campos de concentración. 
Volvió a escaparse otra vez, sin papeles, sin dinero, y llegó a París, donde la acogen sus amigos Baltasar Lobo y Mercedes Comaposada Guillén, a quienes ayudaba Picasso. Vivió en París, en la clandestinidad, durante cuatro años, y sobrevivió dando clases de español y escribiendo artículos para los periódicos y revistas de Argentina, hasta que en 1943 fue detenida por los alemanes, que al saberla indocumentada, creyeron que era judía y durante los meses que permaneció custodiada, dudaba entre declararse judía o española para evitar ser repatriada a España. Pero los alemanes decidieron por ella, y la entregaron a las autoridades en la frontera española, que la enviaron a un campo de concentración con otros repatriados. 
Gracias a la ayuda de su amiga Matilde Marquina y de su pariente Luis de la Serna, que se ofrecieron como garantes, evitó la cárcel. No obstante, no le dejaron ejercer como maestra, ni escribir en la prensa, ni podía firmar con su nombre los artículos en el extranjero sin temer represalias. Para sobrevivir, se dedicó a traducir del francés.
Tradujo Saint-Simon, La Bruyère, Flaubert, Marcel Proust, Stendhal y Jean Descola, entre otros.
Durante muchos años vivió en el «exilio interior» por sus preferencias republicanas, y cifró su lucha en dignificar las condiciones de trabajo de los traductores, y reivindicar los derechos de autor para las traducciones. En 1955 fundó junto con la traductora hispano-china Marcela de Juan la Asociación Profesional de Traductores e Intérpretes.
En 1956 obtuvo el premio Fray Luis de León por la traducción de Historia de la España cristiana, de Jean Descola.
En 1982 fundó el Premio Stendhal de traducción, que, convertido en anual desde 1990, premia traducciones del francés al castellano. Sin embargo, en 1983 Berges, solicitó una beca de creación literaria al Ministerio de Cultura, como último recurso para facilitar su subsistencia económica.
Tiene dedicada una calle en Santander.

## Obras
- Escalas 1930, Buenos Aires, Talleres Gráficos Argentinos, 1930.
- Concepción Arenal: Algunas noticias de su vida y obra, Edit Gráf. Maxera y Cia, 1931.
- La mujer y la masonería. Boletín Oficial de la GLE, agosto, septiembre de 1932.
- Explicación de Octubre, 1935.
- Stendhal. Su vida, su mundo, su obra, Madrid, Aguilar, 1962.
- Stendhal y su mundo, Madrid, Alianza Editorial, 1983.

### Traducciones
Consuelo Berges comenzó su trayectoria profesional en el periodismo, pero se dedicó a la traducción desde los inicios de su carrera profesional, de modo que cuando empezó a ser reconocida institucionalmente ya había traducido a Bernanos, Rousseau, Saint-Simon y, sobre todo, a Stendhal. Entre las obras traducidas por Consuelo Berges pueden citarse, sin ánimo exhaustivo, las siguientes:
- René Descartes: Las pasiones del alma (Aguilar)
- Jean de La Bruyère: Los caracteres o las costumbres de este siglo (Aguilar)
- Louis de Rouvroy, duque de Saint-Simon: La corte de Luis XIV (Espasa-Calpe)
- —De Duque de Anjou a Rey de las Españas (Aguilar)
- —La Princesa de los Ursinos (Aguilar)
- —Retratos proustianos de cortesanas (Tusquets)
- Jean-Jacques Rousseau: El contrato social (Aguilar)
- Jean le Rond d'Alembert: Discurso preliminar de la Enciclopedia (Orbis)
- Stendhal: Obras Completas (Aguilar)
- —Armancia (Alianza Editorial)
- —Rojo y negro (Alianza Editorial)
- —La cartuja de Parma (Alianza Editorial)
- —Crónicas italianas (Alianza Editorial)
- —Del amor (Alianza Editorial)
- —Ernestina o El nacimiento del amor (Alianza Editorial)
- —Lamiel (Alianza Editorial)
- —Luciano Leuwen (Alianza Editorial)
- —Paseos por Roma (Alianza Editorial)
- —Vida de Henry Brulard. Recuerdos de egotismo (Alianza Editorial)
- —Vida de Mozart (Alba Editorial)
- —Vida de Rossini seguida de Notas de un “dilettante” (Aguilar)
- —Relatos (Salvat)
- —Napoleón (Aguilar)
- —Vanina Vanini y otros cuentos (Bruguera)
- —Una interpretación sensual del arte (Tusquets)
- Honoré de Balzac: Un asunto tenebroso (Salvat)
- Gustave Flaubert: Madame Bovary (Alianza Editorial)
- —Un alma de Dios (Plaza & Janés).
- —Tres cuentos. Diccionario de tópicos (Bruguera)
- Auguste Comte: Curso de filosofía. Discurso sobre el espíritu positivo (Aguilar)
- Marcel Proust: En busca del tiempo perdido. 4: Sodoma y Gomorra; 5: La prisionera; 6: La fugitiva; 7: El tiempo recobrado (Alianza Editorial)
- —Jean Santeuil (2 vols., Alianza Editorial)
- —Los placeres y los días. Parodias y misceláneas (Alianza Editorial)
- Waldemar Bonsels: Viaje a la India (Aguilar)
- Henri Focillon: El año mil (Alianza Editorial)
- Georges Bernanos: Un mal sueño (Luis de Caralt)
- André Breton: Magia cotidiana (Editorial Fundamentos)
- Jean Sermet: España del sur. Andalucía y Extremadura (Editorial Juventud)
- Jean Descola: Historia de la España cristiana (Aguilar)
- —Los conquistadores del Imperio español (Editorial Juventud)
- —Historia de España (Editorial Juventud)
- —Los libertadores (Editorial Juventud)
- —Cristóbal Colón (Editorial Juventud)
- —Hernán Cortés (Editorial Juventud)
- Mouloud Mammeri: La colina olvidada (Luis de Caralt)
- Annette Vaillant: Bonnard o el gozo de ver (Alianza Editorial)